# Pristova
Pristova je naselje v Občini Dobrna.

## Prebivalstvo
Etnična sestava 1991:
- Slovenci: 99 (95,2 %)
- Srbi: 1
- Neznano: 4 (3,8 %)